# Víctor Valussi
Víctor Valussi (Resistencia, 8 maggio 1912 – Santa Fe, 1º aprile 1995) è stato un calciatore argentino, di ruolo centrocampista.

## Carriera

### Club
Giocò per club argentini e messicani.

### Nazionale
Con la maglia della nazionale ha collezionato 9 presenze, partecipando anche alla Coppa America del 1942.

## Palmarès

### Club

#### Competizioni nazionali
- Campionato argentino: 4

Boca Juniors: 1935, 1940, 1943, 1944
- Copa Ibarguren: 2

Boca Juniors: 1940, 1944